# Álggajávrre
Álggajávrre, enligt tidigare ortografi Alkajaure, är en sjö på gränsen mellan Padjelanta och Sareks nationalparker, belägen vid mynningen av Álggavágge. Sjön är välbesökt av vandrare på väg in i eller ut från Sarek, och är försedd med två roddbåtar som gör det möjligt att undvika att vada Miellädno.
Álggajávrre har två större tillflöden. Från öster kommer Álggajåhkå och från söder kommer Alep Sarvesjåhkå. Utloppet ligger vid sjöns norra sida och Miellädno avvattnar sjön.

## Delavrinningsområde
Álggajávrre ingår i delavrinningsområde (747154-156087) som SMHI kallar för Utloppet av Alkajaure. Medelhöjden är 920 meter över havet och ytan är 11,53 kvadratkilometer. Räknas de 13 avrinningsområdena uppströms in blir den ackumulerade arean 177,15 kvadratkilometer. Miellädno som avvattnar avrinningsområdet har biflödesordning 3, vilket innebär att vattnet flödar genom totalt 3 vattendrag (Vuojatädno, Stora Luleälven, Luleälven) innan det når havet efter 453 kilometer. Avrinningsområdet består mestadels av kalfjäll (73 %). Avrinningsområdet har 3,1 kvadratkilometer vattenytor vilket ger det en sjöprocent på 26,8 %.

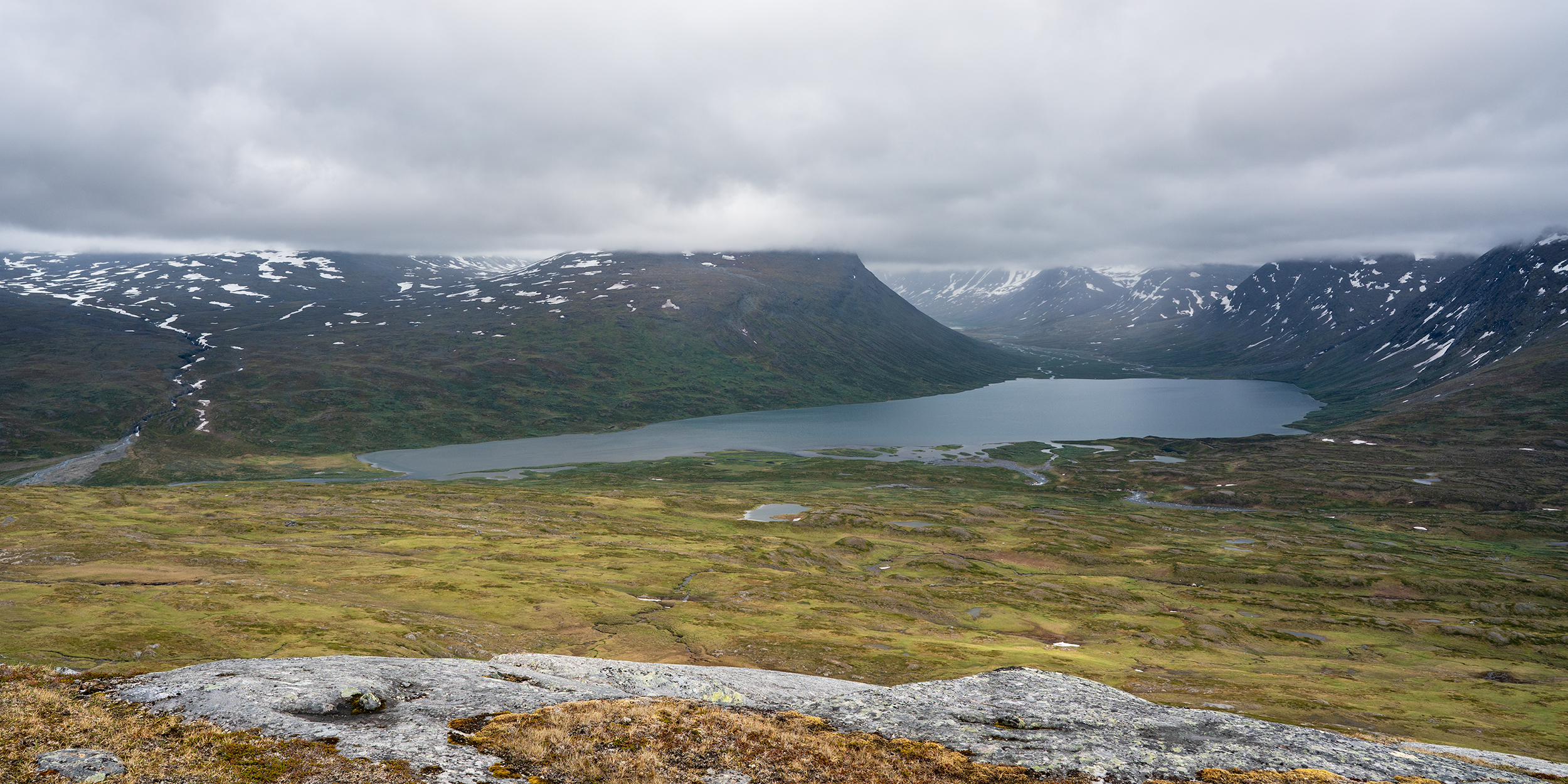
Vy mot Álggajávrre från Nuortap Rissávárre. Regnet hängde i luften.
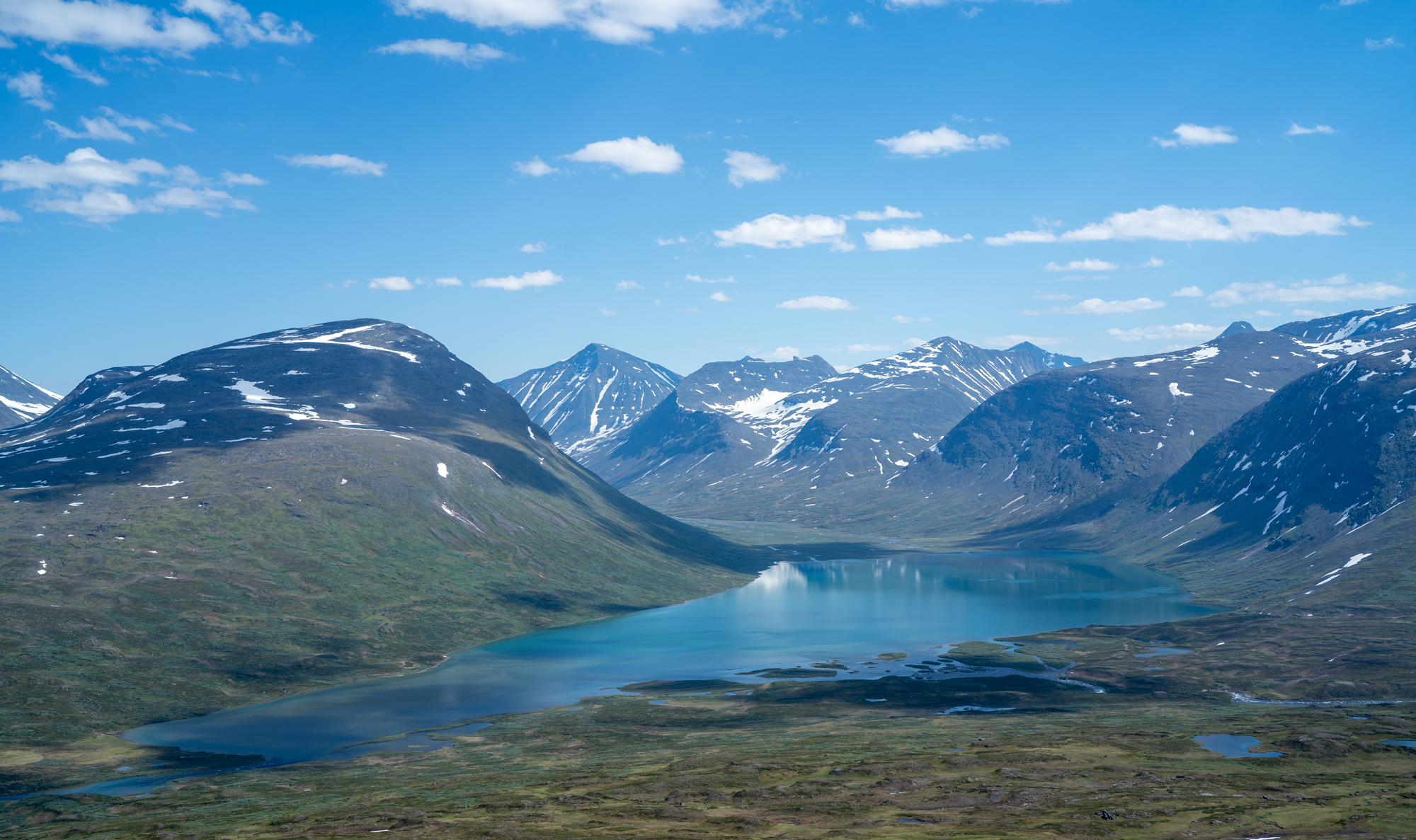
Álggajávrre - vy från Nuortap Rissávárre.

## Alkavare kapell
På sluttningen norr om sjön står en liten kyrkobyggnad - Alkavare kapell.1672 hittade man silvermalm nära den plats där kapellet nu ligger. År 1673 påbörjades brytning av silvermalm men redan år 1702 lade man ner brytningen på grund av dålig lönsamhet. Som en del av lappmarksmissionen byggdes Alkavare kapell av sten som blivit över efter gruvbrytningen, och kapellet togs i bruk år 1788. Gudstjänst hölls en gång varje sommar, men den upphörde cirka år 1863. Prästen och klockaren fick gå den 6 mil långa vägen från Kvikkjokk till kapellet på Álggajávrres norra sida. Man följde den så kallade Präststigen vilket tog 2½ till 3 dagar. Efter 1863 förföll kapellet men restaurerades och återinvigdes 1961. Gudstjänst hålls nu en gång varje sommar (sista söndagen i juli) i kapellet.